# Believe... There's Magic in the Stars

## Histoire
Believe... There's Magic In The Stars fut proposé pour le 45e anniversaire du parc et pour remplacer Fantasy in the Sky alors présenté depuis près de 42 ans. À cette époque il était le plus sophistiqué et somptueux des spectacles produits par l'équipe de Disneyland. Il eut un grand succès auprès des visiteurs qui apprécièrent la section supplémentaire pour Noël. Mais ce feu d'artifice fut à son tour remplacé en 2005 pour les 50 ans de Disneyland par Remember... Dreams Come True. Toutefois durant l'été 2004, avec l'arrêt de Believe et en attendant Remember, un feu d'artifice fut présenté pour assurer la transition. Il fut composé à partir d'éléments de Fantasy in the sky et Believe et appelé Imagine... A Fantasy in the Sky.

## Le spectacle
Believe... There's Magic In The Stars utilise comme aucun autre les thèmes des films de Disney pour illustrer son message "croire en la magie".
- Représentations : du 18 février 2000 à 2005, sauf durant l'été 2004
- Conception : Walt Disney Entertainment
- Spectacles précédents :
  - Fantasy in the Sky de 1958 à 2000
- Spectacles suivants :
  - Imagine... A Fantasy in the Sky été 2004
  - Remember... Dreams Come True à partir de 2005

### Believe... There's Magic In The Stars
C'est la version normale du spectacle. Elle comprend plusieurs séquences elle-même découpées en fonction de certains thèmes musicaux de Disney, mais débutant toujours par une variante du thème principal qui a donné son nom au spectacle.
- Ouverture : Une voix de femme commence par souffler le mot "believe", un enfant dis ensuite qu'il ne souhaite jamais quitter ce lieu enchanté. La musique débute alors et les feux d'artifice s'élancent dans le ciel
  - Believe... There's Magic in the Stars (Ouverture)
  - A Whole New World - Aladdin
  - You'll Be in My Heart - Tarzan
- Joy and Laughter (joie et rire)
  - Believe... There's Magic in the Stars (Joy and Laughter)
  - Step in Time - Mary Poppins
  - Topsy Turvy - Le Bossu de Notre-Dame
  - A Very Merry Unbirthday - Alice au Pays des Merveilles
  - Under the Sea - La Petite Sirène
- In The Darkest Night
  - Believe... There's Magic in the Stars (In The Darkest Night)
  - Two Worlds - Tarzan
  - Hell Fire - Le Bossu de Notre-Dame
- Believe
  - Believe... There's Magic in the Stars (Believe)
  - When You Wish upon a Star - Pinnochio
- Fanfare
  - Believe... There's Magic in the Stars (Fanfare)
  - When You Wish Upon a Star - Pinnochio

Le spectacle se termine par la voix du garçon déclarant : Souviens-toi, il suffit juste d'y croire ("Remember, just believe!")

### Believe... In Holiday Magic
Cette version a été développée pour le Noël de l'an 2000. Elle comprend des musiques de Noël, dure 13 minutes et 27 secondes et se termine par une chute de « neige » au-dessus de Main Street, USA.
- Ouverture : Elle est constituée d'un discours d'une femme âgée encourageant tout le monde à se rappeler et à croire en l'esprit de Noël.
- Can You Remember : Cette chanson débute juste après la fin du discours de la dame.
- Holiday Music est la section principale du spectacle et est un pot-pourri des chansons de noël
  - March of the Wooden Soldiers
  - Toyland, Toyland
  - The Driedle Song
  - All I Want For Christmas is My Two Front Teeth
  - I'll Be Home for Christmas
  - Joy to the World
  - Silent Night
  - Carol Of The Bells
  - Russian Dance (Nutcracker Suite)
  - Arabian Dance (Nutcracker Suite)
  - Here Comes Santa Claus